# 雷莫利诺斯
雷莫利诺斯，是西班牙阿拉贡自治区萨拉戈萨省的一个市镇。 总面积19平方公里，总人口1228人（2001年），人口密度65人/平方公里。